# Enrique (album)
Enrique je debutové anglické album a čtvrté studiové album španělského zpěváka Enrique Iglesiase vydané v listopadu 1999. Zpočátku měl Iglesias úspěch hlavně mezi Latinoameričany, až v roce 1999 ho anglické album nazvané Enrique katapultovalo do první ligy světové populární hudby.

## Pozadí
Enrique se začal pomalu prosazovat jako anglicky zpívající umělec v roce 1999. V březnu 1999 si jej na koncertě všiml Will Smith a nabídl mu spolupráci na soundtracku k filmu Wild Wild West. Píseň „Bailamos“ z předchozího alba Cosas del Amor, kterou můžeme slyšet během závěrečných titulků filmu, atakovala první příčku nejprestižnějšího žebříčku prodejnosti singlů v USA, Billboard Hot 100. Jen za rok 1999 se prodalo kolem 5 milionů kusů.
Po tomto úspěchu se o něj začaly nahrávací společnosti doslova přetahovat. Enrique nakonec podepsal smlouvu s Interscope Records. V listopadu 1999 vydal své čtvrté a zároveň první ryze anglické album, s názvem Enrique. Hlavním singlem alba se stala píseň z Wild Wild West „Bailamos“ a skvěle si vedl také song „Be with You“. Součástí alba je také duet s Whitney Houston „Could I Have This Kiss Forever“.

## Seznam skladeb
1. Rhythm Divine
2. Be With You
3. I Have Always Loved You
4. Sad Eyes
5. I'm Your Man
6. Oyeme
7. Could I Have This Kiss Forever
8. You're My #1
9. Alabao
10. Bailamos
11. Rhythm Divine
12. Sad Eyes
13. No Puede Mas Sin Ti (I'm Your Man)

## Umístění ve světě
| Hitparáda (1999-2000)                          | Umístění |
| ---------------------------------------------- | -------- |
| Australská albová hitparáda                    | 11.      |
| (Flandry) (Valonsko) Belgická albová hitparáda | 19.      |
| (Flandry) (Valonsko) Belgická albová hitparáda | 35.      |
| Brazilská albová hitparáda                     | 9.       |
| Britská albová hitparáda                       | 80.      |
| Dánska albová hitparáda                        | 22.      |
| Finská albová hitparáda                        | 20.      |
| Francouzská albová hitparáda                   | 51.      |
| Mexická albová hitparáda                       | 3.       |
| Nizozemská albová hitparáda                    | 13.      |
| Německá albová hitparáda                       | 7.       |
| Norská albová hitparáda                        | 3.       |
| Novozélandská albová hitparáda                 | 10.      |
| Polská albová hitparáda                        | 29.      |
| Skotská albová hitparáda                       | 88.      |
| Rakouská albová hitparáda                      | 12.      |
| Španělská albová hitparáda                     | 1.       |
| Švédská albová hitparáda                       | 19.      |
| Švýcarská albová hitparáda                     | 3.       |
| US Billboard 200                               | 2.       |

| Hitparáda (2000)            | Umístění |
| --------------------------- | -------- |
| Australská albová hitparáda | 51.      |
| Německá albová hitparáda    | 20.      |
| Nizozemská albová hitparáda | 50.      |
| Rakouská albová hitparáda   | 26.      |
| Švýcarská albová hitparáda  | 9.       |

### Certifikace a prodejnost
| Certifikace a prodejnost | Certifikace a prodejnost | Certifikace a prodejnost | Certifikace a prodejnost | Certifikace a prodejnost |
| Země                     | certifikace              | prodejnost               | organizace               |                          |
| ------------------------ | ------------------------ | ------------------------ | ------------------------ | ------------------------ |
| Argentina                | 2x platinová deska       | 120 000                  | CAPIF                    |                          |
| Austrálie                | platinová deska          | 70 000                   | ARIA                     |                          |
| Kanada                   | 5x platinová deska       | 500 000                  | Music Canada             |                          |
| Maďarsko                 | Zlata deska              | 10 000                   | MAHASZ                   |                          |
| Mexiko                   | Zlata deska              | 75 000                   | AMPROFON                 |                          |
| Německo                  | Platinová deska          | 300 000                  | BVMI                     |                          |
| Nizozemsko               | 3x platinová deska       | 60 000                   | IFPI Denmark             |                          |
| Norsko                   | Platinová deska          | 50 000                   | IFPI Norway              |                          |
| Španělsko                | 4x platinová deska       | 400 000                  | PROMUSICAE               |                          |
| Švýcarsko                | Platinová deska          | 40 000                   | IFPI Switzerland         |                          |
| Uruguay                  | 2x platinová deska       | 12 000                   | CUD                      |                          |
| USA                      | platinum                 | 1 000 000                | RIAA                     |                          |
| Anglie                   | Zlato                    | 100 000                  | BPI                      |                          |
| Evropa                   | 2x Platinum              | 2 000 000                | IFPI                     |                          |